# Myrtales
El orden Myrtales, comprendido en el grupo rosales, consta de 14 familias y alrededor de 9000 especies; dos de ellas contienen la mayoría de las especies.
Se caracteriza por hojas siempre simples y enteras. Flores generalmente tetrámeras, sincarpicas, estilos soldados, con ovarios soldados y placentación axial, con muchos óvulos, receptáculo floral más o menos cóncavo, llegando a ser tubular. Semillas con endosperma muy desarrollado.
Las siguientes familias corresponden a la nueva clasificación: [cita requerida]
- Familia Alzateaceae
- Familia Combretaceae
- Familia Crypteroniaceae
- Familia Heteropyxidaceae
- Familia Lythraceae
- Familia Melastomataceae
- Familia Memecylaceae
- Familia Myrtaceae (familia del Mirto)
- Familia Oliniaceae
- Familia Onagraceae
- Familia Penaeaceae
- Familia Psiloxylaceae
- Familia Rhynchocalycaceae
- Familia Vochysiaceae

El antiguo Sistema de Cronquist da, esencialmente, la misma composición, a excepción de Vochysiaceae que ha sido trasladada al orden Polygalales y se ha incluido Thymelaeaceae. Las familias Sonneratiaceae, Trapaceae y Punicaceae han sido sacadas de Lythraceae, mientras que Psioxylaceae y Heteropyxidaceae son tratadas dentro de myrtaceae y Memecyclaceae dentro de Melastomataceae.
En el Sistema de clasificación APG de 1998 su composición se modifica de la siguiente manera:
Orden Myrtales
- Familia Alzateaceae
- Familia combretáceas
- Familia Cryptoroniaceae
- Familia Heteropyxidaceae
- Familia Lythraceae (incluidas Sonneratiaceae y Trapaceae)
- Familia Melastomataceae
- Familia Memecylaceae
- Familia Myrtaceae
- Familia Oliniáceas
- Familia Onagraceae
- Familia Penaeaceae
- Familia Psiloxylaceae
- Familia Rhynchocalycaceae
- Familia Vochysiaceae

En la clasificación filogenética APG II (2003) esta clasificación se modifica un poco:
Orden Myrtales
- Familia Alzateaceae
- Familia combretáceas
- Familia Cryptoroniaceae
- Familia Heteropyxidaceae
- Familia Lythraceae
- Familia Melastomataceae
- :: [+ familia Memecylaceae]
- Familia Myrtaceae
- Familia Oliniáceas
- Familia Onagraceae
- Familia Penaeaceae
- Familia Psiloxylaceae
- Familia Rhynchocalycaceae
- Familia Vochysiaceae

Nótese bien: "[+ ...]" = familia opcional
El sitio web Angiosperm Phylogeny Website [29 de abril de 2007] acepta la familia Memecylaceae, pero no acepta la familia Psiloxylaceae.
En la clasificación filogenética APG III (2009)  
su clasificación es:
Orden Myrtales Juss. ex Bercht. Y J. Presl (1820)
- Familia Alzateaceae SA Graham (1985)
- Familia Combretaceae R.Br. (1810)
- Familia Crypteroniaceae A.DC. (1868)
- Familia Lythraceae J.St.-Hil. (1805)
- Familia Melastomataceae Juss. (1789) (incluidas Memecylaceae DC.)
- Familia Myrtaceae Juss. (1789) (incluido Heteropyxidaceae Engl. & Gilg, Psiloxylaceae Croizat)
- Familia Onagraceae Juss. (1789)
- Familia Penaeaceae Sweet ex Guill. (1828) (incluidas Oliniaceae Arn., Rhynchocalycaceae L.A.S.Johnson y B.G.Briggs)
- Familia Vochysiaceae A.St.-Hil. (1820)

Que se puede representar con el siguiente cladograma:
|  | Lythraceae |
|  |            |
|  | Onagraceae |
|  |            |

|  | Myrtaceae    |
|  |              |
|  | Vochysiaceae |
|  |              |

|  | Crypteroniaceae                                            |
|  |                                                            |
|  | \| \| Alzateaceae \| \| \| \| \| \| Penaeaceae \| \| \| \| |
|  |                                                            |
|  | Alzateaceae                                                |
|  |                                                            |
|  | Penaeaceae                                                 |
|  |                                                            |

|  | Alzateaceae |
|  |             |
|  | Penaeaceae  |
|  |             |

|  | Crypteroniaceae                                            |
|  |                                                            |
|  | \| \| Alzateaceae \| \| \| \| \| \| Penaeaceae \| \| \| \| |
|  |                                                            |
|  | Alzateaceae                                                |
|  |                                                            |
|  | Penaeaceae                                                 |
|  |                                                            |

|  | Alzateaceae |
|  |             |
|  | Penaeaceae  |
|  |             |

|  | Myrtaceae    |
|  |              |
|  | Vochysiaceae |
|  |              |

|  | Crypteroniaceae                                            |
|  |                                                            |
|  | \| \| Alzateaceae \| \| \| \| \| \| Penaeaceae \| \| \| \| |
|  |                                                            |
|  | Alzateaceae                                                |
|  |                                                            |
|  | Penaeaceae                                                 |
|  |                                                            |

|  | Alzateaceae |
|  |             |
|  | Penaeaceae  |
|  |             |

|  | Crypteroniaceae                                            |
|  |                                                            |
|  | \| \| Alzateaceae \| \| \| \| \| \| Penaeaceae \| \| \| \| |
|  |                                                            |
|  | Alzateaceae                                                |
|  |                                                            |
|  | Penaeaceae                                                 |
|  |                                                            |

|  | Alzateaceae |
|  |             |
|  | Penaeaceae  |
|  |             |

|  | Lythraceae |
|  |            |
|  | Onagraceae |
|  |            |

|  | Myrtaceae    |
|  |              |
|  | Vochysiaceae |
|  |              |

|  | Crypteroniaceae                                            |
|  |                                                            |
|  | \| \| Alzateaceae \| \| \| \| \| \| Penaeaceae \| \| \| \| |
|  |                                                            |
|  | Alzateaceae                                                |
|  |                                                            |
|  | Penaeaceae                                                 |
|  |                                                            |

|  | Alzateaceae |
|  |             |
|  | Penaeaceae  |
|  |             |

|  | Crypteroniaceae                                            |
|  |                                                            |
|  | \| \| Alzateaceae \| \| \| \| \| \| Penaeaceae \| \| \| \| |
|  |                                                            |
|  | Alzateaceae                                                |
|  |                                                            |
|  | Penaeaceae                                                 |
|  |                                                            |

|  | Alzateaceae |
|  |             |
|  | Penaeaceae  |
|  |             |

|  | Myrtaceae    |
|  |              |
|  | Vochysiaceae |
|  |              |

|  | Crypteroniaceae                                            |
|  |                                                            |
|  | \| \| Alzateaceae \| \| \| \| \| \| Penaeaceae \| \| \| \| |
|  |                                                            |
|  | Alzateaceae                                                |
|  |                                                            |
|  | Penaeaceae                                                 |
|  |                                                            |

|  | Alzateaceae |
|  |             |
|  | Penaeaceae  |
|  |             |

|  | Crypteroniaceae                                            |
|  |                                                            |
|  | \| \| Alzateaceae \| \| \| \| \| \| Penaeaceae \| \| \| \| |
|  |                                                            |
|  | Alzateaceae                                                |
|  |                                                            |
|  | Penaeaceae                                                 |
|  |                                                            |

|  | Alzateaceae |
|  |             |
|  | Penaeaceae  |
|  |             |

|  | Lythraceae |
|  |            |
|  | Onagraceae |
|  |            |

|  | Myrtaceae    |
|  |              |
|  | Vochysiaceae |
|  |              |

|  | Crypteroniaceae                                            |
|  |                                                            |
|  | \| \| Alzateaceae \| \| \| \| \| \| Penaeaceae \| \| \| \| |
|  |                                                            |
|  | Alzateaceae                                                |
|  |                                                            |
|  | Penaeaceae                                                 |
|  |                                                            |

|  | Alzateaceae |
|  |             |
|  | Penaeaceae  |
|  |             |

|  | Crypteroniaceae                                            |
|  |                                                            |
|  | \| \| Alzateaceae \| \| \| \| \| \| Penaeaceae \| \| \| \| |
|  |                                                            |
|  | Alzateaceae                                                |
|  |                                                            |
|  | Penaeaceae                                                 |
|  |                                                            |

|  | Alzateaceae |
|  |             |
|  | Penaeaceae  |
|  |             |

|  | Myrtaceae    |
|  |              |
|  | Vochysiaceae |
|  |              |

|  | Crypteroniaceae                                            |
|  |                                                            |
|  | \| \| Alzateaceae \| \| \| \| \| \| Penaeaceae \| \| \| \| |
|  |                                                            |
|  | Alzateaceae                                                |
|  |                                                            |
|  | Penaeaceae                                                 |
|  |                                                            |

|  | Alzateaceae |
|  |             |
|  | Penaeaceae  |
|  |             |

|  | Crypteroniaceae                                            |
|  |                                                            |
|  | \| \| Alzateaceae \| \| \| \| \| \| Penaeaceae \| \| \| \| |
|  |                                                            |
|  | Alzateaceae                                                |
|  |                                                            |
|  | Penaeaceae                                                 |
|  |                                                            |

|  | Alzateaceae |
|  |             |
|  | Penaeaceae  |
|  |             |

|  | Lythraceae |
|  |            |
|  | Onagraceae |
|  |            |

|  | Myrtaceae    |
|  |              |
|  | Vochysiaceae |
|  |              |

|  | Crypteroniaceae                                            |
|  |                                                            |
|  | \| \| Alzateaceae \| \| \| \| \| \| Penaeaceae \| \| \| \| |
|  |                                                            |
|  | Alzateaceae                                                |
|  |                                                            |
|  | Penaeaceae                                                 |
|  |                                                            |

|  | Alzateaceae |
|  |             |
|  | Penaeaceae  |
|  |             |

|  | Crypteroniaceae                                            |
|  |                                                            |
|  | \| \| Alzateaceae \| \| \| \| \| \| Penaeaceae \| \| \| \| |
|  |                                                            |
|  | Alzateaceae                                                |
|  |                                                            |
|  | Penaeaceae                                                 |
|  |                                                            |

|  | Alzateaceae |
|  |             |
|  | Penaeaceae  |
|  |             |

|  | Myrtaceae    |
|  |              |
|  | Vochysiaceae |
|  |              |

|  | Crypteroniaceae                                            |
|  |                                                            |
|  | \| \| Alzateaceae \| \| \| \| \| \| Penaeaceae \| \| \| \| |
|  |                                                            |
|  | Alzateaceae                                                |
|  |                                                            |
|  | Penaeaceae                                                 |
|  |                                                            |

|  | Alzateaceae |
|  |             |
|  | Penaeaceae  |
|  |             |

|  | Crypteroniaceae                                            |
|  |                                                            |
|  | \| \| Alzateaceae \| \| \| \| \| \| Penaeaceae \| \| \| \| |
|  |                                                            |
|  | Alzateaceae                                                |
|  |                                                            |
|  | Penaeaceae                                                 |
|  |                                                            |

|  | Alzateaceae |
|  |             |
|  | Penaeaceae  |
|  |             |

## Origen
Se ha fechado el inicio de Myrtales hace 89-99 millones de años en Australasia. Sin embargo, existe cierta controversia en cuanto a esa fecha, que se obtuvo utilizando ADN nuclear. En cambio, si se analiza el ADN del cloroplasto, se considera que el ancestro de las mirtáceas evolucionó a mediados del Cretácico hace 100 millones de años en el sureste de África, y no en Australasia. Aunque el sistema APG clasifica a los mirtales dentro de los eurosidos, el genoma recientemente publicado de Eucalyptus grandis sitúa al orden myrtales como hermano de los eurosidos en lugar de dentro de ellos. Se cree que la discrepancia ha surgido debido a la diferencia entre utilizar numerosos taxones frente a utilizar varios genes para construir una filogenia.

## Características
Las Myrtales se caracterizan porque su madera posee tejido de floema a los lados de los vasos de xilema, en contraste con la presencia de una sola capa de floema en la mayoría de las angiospermas. En las mirtáceas, las fosas de los vasos tienen un aspecto de tamiz debido a las diminutas excrecencias de sus bordes, que se arquean sobre la cavidad de la fosa. Las fosas con bordes con tales procesos se denominan fosas con vesículas. Esta combinación de características anatómicas de la madera es muy rara en las angiospermas y se utiliza para ayudar a definir el orden.
Una característica inusual que se observa en la mayoría de las especies de Eucalyptus y algunos otros miembros de Myrtaceae es la presencia de lignotubérculos. Estos órganos son excrecencias grandes, leñosas y redondeadas, de hasta varios centímetros de diámetro, que rodean la base del tronco del árbol joven. El lignotubérculo está formado por una masa de yemas vegetativas y tejido vascular asociado y contiene importantes reservas de alimento. Si la parte superior de una plántula, que ha desarrollado un lignotúber, es destruida por el fuego, la sequía o el pastoreo, el crecimiento se renueva vigorosamente mediante el desarrollo de nuevos brotes a partir del lignotubérculo. Es evidente que este órgano tiene un valor considerable en un entorno en el que el fuego y la sequía son frecuentes.
Los sistemas de raíces de los manglares que crecen en las marismas, como Sonneratia (familia Lythraceae) y Laguncularia (familia Combretaceae), se caracterizan por la presencia de "raíces respiratorias" denominadas neumatóforos. Estas porciones de la raíz crecen hacia arriba hasta proyectarse unos centímetros por encima del nivel de la marea baja. Tienen pequeñas aberturas llamadas lenticelas en su corteza para que el aire pueda llegar al resto del sistema radicular de la planta. Otra característica de la mayoría de los manglares son las raíces aéreas de sostén, que forman una selva enmarañada, incluso después de que las raíces principales y las bases de los tallos de los árboles se hayan descompuesto.
En la familia Onagraceae, se observa una adaptación similar a un entorno con falta de oxígeno en Ludwigia, un género de plantas que se encuentra en zonas húmedas. Cuando las plantas crecen en el agua, se desarrollan espacios de aire en los tejidos de las raíces y los tallos sumergidos, y en L. repens crecen raíces respiratorias especiales de tejido esponjoso hasta la superficie del agua. Sin embargo, en condiciones ordinarias de tierra seca, las mismas plantas no presentan estas características. En las partes sumergidas de los tallos y las raíces de las especies de la familia Melastomataceae que habitan en las marismas también hay tejido celular interno suelto que contiene espacios de aire.

## Usos
Las plantas de la familia Myrtales, son un grupo de plantas que incluyen una variedad de especies con diversos usos, tanto en la medicina tradicional como en la industria, la alimentación y la jardinería. Esta familia incluye árboles y arbustos, y es muy apreciada por sus flores vistosas, su madera y sus frutos. Algunos de los usos más comunes de las plantas de la familia Myrtaceae son:
Usos medicinales
- Eucalipto (género Eucalyptus): el eucalipto es uno de los miembros más conocidos de la familia, famoso por sus hojas que contienen aceites esenciales utilizados como antisépticos, expectorantes y descongestionantes. El aceite esencial de eucalipto se emplea comúnmente en inhalaciones para aliviar la tos, el resfriado y problemas respiratorios.[11]
- Guayaba (género Psidium): las hojas de guayaba se utilizan en la medicina tradicional para tratar problemas digestivos, diarrea y problemas de la piel. Además, el jugo de la guayaba es rico en vitamina C, por lo que tiene propiedades antioxidantes y ayuda al sistema inmunológico.[12]
- Myrtus communis (mirto): las hojas de mirto se han usado en la medicina tradicional para tratar problemas respiratorios, y su aceite esencial tiene propiedades antimicrobianas y antiinflamatorias.[13]

Uso alimentario
- Muchas especies de la familia Myrtaceae producen frutos comestibles, como la guayaba (Psidium guajava), que es ampliamente consumida fresca, en jugos, mermeladas o en productos procesados. La guayaba es una rica fuente de vitamina C, fibra y antioxidantes.
- Frutos de feijoa (Acca sellowiana): la feijoa, también conocida como guayaba pineapple o guayaba de piña, es un fruto originario de Sudamérica que se utiliza en mermeladas, jugos, y también se consume fresco. Tiene un sabor único que combina piña, menta y manzana.
- Myrtus communis: las bayas de mirto también se utilizan en algunas culturas como ingredientes culinarios, especialmente en licores y mermeladas, debido a su sabor agridulce.

Uso ornamental
Muchas especies de la familia Myrtaceae son altamente valoradas como plantas ornamentales en jardinería debido a sus flores vistosas y a menudo fragantes. El eucalipto y el mirto son ejemplos comunes de plantas utilizadas para decorar jardines o crear setos.
Lagerstroemia indica (Crape Myrtle o Lagerstroemia) es otra planta ornamental popular, especialmente en el sur de los Estados Unidos, apreciada por sus flores de colores brillantes, que pueden ser moradas, rojas, blancas o rosas.
Uso en la producción de aceites esenciales
Eucalipto (Eucalyptus) es una fuente importante de aceite esencial que se utiliza ampliamente en la industria cosmética y de cuidado personal. Los aceites esenciales de eucalipto tienen propiedades antimicrobianas y relajantes y se encuentran en productos como cremas, champús y productos para el cuidado de la piel.
Myrtus communis y otras especies de Myrtaceae también producen aceites esenciales que tienen propiedades antimicrobianas, antiinflamatorias y calmantes, siendo utilizados en aromaterapia, cremas para la piel y productos de limpieza.
Uso industrial
Madera de eucalipto: el eucalipto es una fuente importante de madera que se utiliza en la industria maderera para fabricar muebles, papel y pulpa. La madera de eucalipto es conocida por su durabilidad y resistencia.
Aceite de guayaba: el aceite esencial de guayaba, aunque no tan común como el de eucalipto, también tiene aplicaciones en la cosmética debido a sus propiedades antioxidantes.
Uso como pesticidas naturales
Algunas especies de Myrtaceae (como ciertos eucaliptos) contienen compuestos que tienen efectos repelentes contra insectos. Esto ha llevado al uso de aceites esenciales como insecticidas naturales.
Uso en la construcción y fabricación de herramientas
Algunas especies de eucalipto tienen una madera densa y fuerte, lo que la hace adecuada para la construcción de muebles o incluso para la fabricación de herramientas en ciertas culturas tradicionales.
Usos espirituales y culturales
En algunas culturas, el mirto y otras plantas de la familia Myrtaceae tienen un valor simbólico o espiritual. El mirto se ha utilizado históricamente en rituales, y las ramas de mirto se usaban para hacer coronas de flores en la antigua Grecia, simbolizando la paz y la victoria.

## Géneros
- -Acca O. Berg-
- -Acisanthera P. Br.-
- -Ammannia L.-
- -Anogeissus (DC.) Wall. ex Guillem. & Perr.-
- -Arthrostemma Pav. ex D. Don-
- -Astronidium A. Gray-
- -Baeckea L.-
- -Buchenavia Eichler-
- -Bucida L.-
- -Callistemon R. Br.-
- -Calothamnus Labill.-
- -Calycogonium DC.-
- -Calyptranthes Sw.-
- -Calytrix Labill.-
- -Camissonia Link-
- -Camissoniopsis W.L. Wagner & Hoch-
- -Chamelaucium Desf.-
- -Chamerion Raf. ex Holub-
- -Chylismia (Nutt. ex Torr. & A. Gray) Raim.-
- -Chylismiella (Munz) W.L. Wagner & Hoch-
- -Circaea L.-
- -Clarkia Pursh-
- -Clidemia D. Don-
- -Combretum Loefl.-
- -Conocarpus L.-
- -Conostegia D. Don-
- -Corymbia K.D. Hill & L.A.S. Johnson-
- -Cuphea P. Br.-
- -Decaspermum J.R. Forst. & G. Forst.-
- -Decodon J.F. Gmel.-
- -Didiplis Raf.-
- -Dissotis Benth.-
- -Epilobium L.-
- -Eremothera (P.H. Raven) W.L. Wagner & Hoch-
- -Eucalyptus L'Hér.-
- -Eugenia L.-
- -Eulobus Nutt. ex Torr. & A. Gray-
- -Fuchsia L.-
- -Gayophytum A. Juss.-
- -Ginoria Jacq.-
- -Graffenrieda DC.-
- -Heimia Link-
- -Henriettea DC.-
- -Heterocentron Hook. & Arn.-
- -Heterotis Benth.-
- -Kunzea Rchb.-
- -Lagerstroemia L.-
- -Laguncularia C.F. Gaertn.-
- -Lavoisiera DC.-
- -Lawsonia L.-
- -Leandra Raddi-
- -Leptospermum J.R. Forst. & G. Forst.-
- -Lopezia Cav.-
- -Lophostemon Schott-
- -Ludwigia L.-
- -Lumnitzera Wild.-
- -Lythrum L.-
- -Macairea DC.-
- -Marlierea Cambess.-
- -Mecranium Hook. f.-
- -Medinilla Gaudich.-
- -Melaleuca L.-
- -Melastoma L.-
- -Metrosideros Banks ex Gaertn.-
- -Miconia Ruiz & Pav.-
- -Mosiera Small-
- -Mouriri Aubl.-
- -Myrcia DC. ex Guill.-
- -Myrcianthes O. Berg-
- -Myrciaria O. Berg-
- -Myrtella F. Muell.-
- -Myrtus L.-
- -Neoholmgrenia W.L. Wagner & Hoch-
- -Nepsera Naudin-
- -Nesaea Comm. ex Kunth-
- -Oenothera L.-
- -Ossaea DC.-
- -Oxyspora DC.-
- -Pemphis J.R. Forst. & G. Forst.-
- -Pimenta Lindl.-
- -Plinia L.-
- -Pseudanamomis Kausel-
- -Psidium L.-
- -Pterolepis (DC.) Miq.-
- -Punica L.-
- -Quisqualis L.-
- -Rhexia L.-
- -Rhodomyrtus (DC.) Rchb.-
- -Rotala L.-
- -Sagraea DC.-
- -Siphoneugena O. Berg-
- -Sonneratia L. f.-
- -Syncarpia Ten.-
- -Syzygium P. Br. ex Gaertn.-
- -Taraxia (Nutt. ex Torr. & A. Gray) Raim.-
- -Terminalia L.-
- -Tetrapteron (Munz) W.L. Wagner & Hoch-
- -Tetrazygia Rich. ex DC.-
- -Tibouchina Aubl.-
- -Trapa L.-
- -Trembleya DC.-
- -Tristaniopsis Brongn. & Gris-
- -Ugni Turcz.-
- -Verticordia DC.-

|}